# Elaphoglossum peruvianum
Elaphoglossum peruvianum är en träjonväxtart som först beskrevs av L. D. Gómez, och fick sitt nu gällande namn av John T. Mickel. Elaphoglossum peruvianum ingår i släktet Elaphoglossum och familjen Dryopteridaceae. Inga underarter finns listade.